# Chevron Championship
Chevron Championship är en golftävling för damer som anordnas av LPGA. Tävlingen hölls första gången 1972 och blev en majortävling 1983.
Sedan 2023 har tävlingen spelats på Jack Nicklaus Signature Course på The Club at Carlton Woods i The Woodlands i Texas. Tidigare spelades tävlingen på Mission Hills Country Club i Rancho Mirage i Kalifornien.

## Tävlingsnamn
| År         | Tävlingsnamn                        |
| ---------- | ----------------------------------- |
| 1972–1980  | Colgate-Dinah Shore Winner's Circle |
| 1981       | Colgate-Dinah Shore                 |
| 1982       | Nabisco Dinah Shore Invitational    |
| 1983–1999  | Nabisco Dinah Shore                 |
| 2000–2001  | Nabisco Championship                |
| 2002–2014  | Kraft Nabisco Championship          |
| 2015–2021  | ANA Inspiration                     |
| sedan 2022 | The Chevron Championship            |

## Majorsegrare
| År   | Segrare                     |
| 2024 | Nelly Korda, USA            |
| 2023 | Lilia Vu, USA               |
| 2022 | Jennifer Kupcho, USA        |
| 2021 | Patty Tavatanakit, Thailand |
| 2020 | Mirim Lee, Sydkorea         |
| 2019 | Ko Jin-young, Sydkorea      |
| 2018 | Pernilla Lindberg, Sverige  |
| 2017 | Ryu So-yeon, Sydkorea       |
| 2016 | Lydia Ko, Nya Zeeland       |
| 2015 | Brittany Lincicome, USA     |
| 2014 | Lexi Thompson, USA          |
| 2013 | Inbee Park, Sydkorea        |
| 2012 | Sun-Young Yoo, Sydkorea     |
| 2011 | Stacy Lewis, USA            |
| 2010 | Yani Tseng, Taiwan          |
| 2009 | Brittany Lincicome, USA     |
| 2008 | Lorena Ochoa, Mexiko        |
| 2007 | Morgan Pressel, USA         |
| 2006 | Karrie Webb, Australien     |
| 2005 | Annika Sörenstam, Sverige   |
| 2004 | Grace Park, Sydkorea        |

| År   | Segrare                            |
| 2003 | Patricia Meunier-Lebouc, Frankrike |
| 2002 | Annika Sörenstam, Sverige          |
| 2001 | Annika Sörenstam, Sverige          |
| 2000 | Karrie Webb, Australien            |
| 1999 | Dottie Pepper, USA                 |
| 1998 | Pat Hurst, USA                     |
| 1997 | Betsy King, USA                    |
| 1996 | Patty Sheehan, USA                 |
| 1995 | Nanci Bowen, USA                   |
| 1994 | Donna Andrews, USA                 |
| 1993 | Helen Alfredsson, Sverige          |
| 1992 | Dottie Mochrie, USA                |
| 1991 | Amy Alcott, USA                    |
| 1990 | Betsy King, USA                    |
| 1989 | Juli Inkster, USA                  |
| 1988 | Amy Alcott, USA                    |
| 1987 | Betsy King, USA                    |
| 1986 | Pat Bradley, USA                   |
| 1985 | Alice Miller, USA                  |
| 1984 | Juli Inkster, USA                  |
| 1983 | Amy Alcott, USA                    |

## Segrare innan tävlingen blev en major
| År   | Segrare                 |
| 1982 | Sally Little, Sydafrika |
| 1981 | Nancy Lopez, USA        |
| 1980 | Donna Caponi, USA       |
| 1979 | Sandra Post, Kanada     |
| 1978 | Sandra Post, Kanada     |
| 1977 | Kathy Whitworth, USA    |
| 1976 | Judy Rankin, USA        |
| 1975 | Sandra Palmer, USA      |
| 1974 | Jo Ann Prentice, USA    |
| 1973 | Mickey Wright, USA      |
| 1972 | Jane Blalock, USA       |